# Ampel (Ligung)
Ampel is een bestuurslaag in het regentschap Majalengka van de provincie West-Java, Indonesië. Ampel telt 4136 inwoners (volkstelling 2010).